# Cleora ecdees
Cleora ecdees är en fjärilsart som beskrevs av Louis Beethoven Prout 1929. Cleora ecdees ingår i släktet Cleora och familjen mätare. Inga underarter finns listade i Catalogue of Life.